# Покрајине Краљевине Срба, Хрвата и Словенаца
Покрајине Краљевине Срба, Хрвата и Словенаца су биле привремене територијалне јединице, које су у новоствореној Краљевини СХС постојале у периоду од 1918. до 1922, односно 1925. године. Покрајине су биле административне јединице првог степена, док су ниже управне јединице чинили окрузи, односно жупаније, које су се делиле на срезове, односно котаре, а ови даље на општине. У појединим областима, покрајинске управе су укинуте већ током 1919. године, док су у другима задржане и током наредних година. Видовдански устав из 1921. године није предвиђао постојање покрајина, већ је прописивао поделу целе Краљевине СХС на области. Уредба о подели земље на области донета је 26. априла 1922. године, чиме је започео процес етапног укидања преосталих привремених покрајина и њихових нижих јединица, округа и жупанија. Та реформа је спровођена уз честа одлагања због сложених политичких прилика, тако да је у неким покрајинама довршена тек почетком 1925. године.

## Покрајине (1918—1922/25)
У склопу Краљевине СХС постојале су следеће привремене покрајине:
- Србија
  - Северна Србија (Моравска Србија)
  - Јужна Србија  (Стара Србија)
- Црна Гора
- Босна и Херцеговина
- Далмација
- Хрватска и Славонија (Хрватска и Славонија, са Сремом и Међимурјем, као и острво Крк са општином Кастав)
- Словенија (Крањска и јужна Штајерска са Прекомурјем)
- Банат, Бачка и Барања (западни Банат, већи део Бачке, јужна Барања)

Подручја Црне Горе и Баната-Бачке-Барање ушла су у састав Краљевине СХС ушле након претходног уједињења са Краљевином Србијом, а остале покрајине (Босна и Херцеговина, Далмација, Хрватска и Славонија, те Словенија) преко Државе Словенаца, Хрвата и Срба. Све покрајине у новоствореној Краљевини СХС имале су своје земаљске, односно покрајинске владе, изузев покрајине Србије која је била у непосредној надлежности централне владе у Београду.

## Окрузи и жупаније (1918—1922)
Окрузи Србије:
- Окрузи Северне Србије:
  - Београдски, Ваљевски, Врањски, Крагујевачки, Крајински, Крушевачки, Моравски, Нишки, Пиротски, Подрињски, Пожаревачки, Руднички, Смедеревски, Тимочки, Топлички, Ужички и Чачански
- Окрузи Јужне Србије:
  - Берански, Бјелопољски, Битољски, Брегалнички, Звечански, Косовски, Кумановски, Метохијски, Охридски, Пљеваљски, Призренски, Пријепољски, Рашки, Скопски, Тетовски и Тиквешки.

Жупаније Баната, Бачке и Барање:
- 1918—1919: Барањска, Бачко-бодрошка, Тамишка, Торонталска
- 1920: Барањска, Бачко-бодрошка, Торонталско-тамишка
- 1921: Бачко-Барањска, Торонталско-тамишка (Банатска)

Жупаније Хрватске и Славоније:
- Бјеловарско-крижевачка, Вараждинска (са Међимурјем), Вировитичка, Загребачка, Личко-крбавска, Модрушко-ријечка (са острвом Крк и општином Кастав), Пожешка и Сремска

Окрузи Босне и Херцеговине:
- Бањалучки, Бихаћки, Мостарски, Сарајевски, Травнички и Тузлански.

Окрузи Црне Горе:
- Андријевички, Барски, Колашински, Никшићки, Подгорички и Цетињски.

Словенија и Далмација су административно биле подељене само на срезове (котаре), осим судске поделе која је одговарала окрузима и жупанијама у другим покрајинама.

## Поступак ликвидације покрајинских управа
Поступак ликвидације покрајинских управа извршен је овим редоследом:
- у Банату, Бачкој и Барањи покрајинска управа укинута је већ 11. марта 1919. године
- у Црној Гори покрајинско повереништво је укинуто 1922. године, оснивањем Зетске области
- у Босни и Херцеговини покрајинска управа је укинута 25. фебруара 1924. године
- у Далмацији 18. јула 1924. године
- у Словенији 3. децембра 1924. године
- у Хрватској и Славонији 22. јануара 1925. године.[5]